# Fay Moulton
Fay R. Moulton (ur. 7 kwietnia 1876 w Marion, zm. 19 lutego 1945 w Kansas City) – amerykański sprinter, medalista olimpijski z 1904 z Saint Louis oraz igrzysk międzyolimpijskich z 1906 w Atenach.

## Życiorys
W 1900 ukończył studia na Uniwersytecie Kansas. Podczas studiów grał w uniwersyteckiej drużynie futbolu akademickiego, a w 1900 został na 1 rok grającym trenerem zespołu Kansas State Wildcats. W 1903 ukończył studia prawnicze na Uniwersytecie Yale.
W 1902 był mistrzem Stanów Zjednoczonych (AAU) w biegu na 440 jardów oraz mistrzem Kanady na tym samym dystansie. W 1903 zdobył akademickie mistrzostwo Stanów Zjednoczonych (IC4A) w biegu na 100 jardów i wicemistrzostwo na 220 jardów.
Na igrzyskach olimpijskich w 1904 w Saint Louis zdobył brązowy medal w biegu na 60 metrów, a w biegach na 100 metrów i na 200 metrów zajął 4. miejsca. Startował również na igrzyskach międzyolimpijskich w 1906 w Atenach, gdzie zdobył srebrny medal w biegu na 100 metrów, a także zajął 6. miejsce w biegu na 400 metrów.
Po ukończeniu studiów prawniczych przez jakiś czas praktykował w Kansas City, a potem pracował w firmie United Clay Products Corp., gdzie był przez wiele lat skarbnikiem zarządu.

## Rekordy życiowe
źródło:
- 100 y – 9,8 s. (1903)
- 100 m – 11,2 s. (1906)
- 220 y – 21,6 s. (1904)
- 400 m – 49,4 s. (1902)